# Supai
Supai statisztikai település az USA Arizona államában, Coconino megyében. Lakosainak száma 0 fő (2020. április 1.).

## Népesség
A település népességének változása:

| 2010 | 208 |
| 2020 | 0   |